# 新成川駅
新成川駅（シンソンチョンえき）は朝鮮民主主義人民共和国平安南道成川郡にある、朝鮮民主主義人民共和国鉄道省の駅である。

## 乗り入れ路線
平羅線、平徳線の計2路線が乗り入れている。

## 歴史
- 1931年10月1日：開業[1]。

## 隣の駅
朝鮮民主主義人民共和国鉄道省
平羅線
修徳駅 - 新成川駅 - 巨興駅
平徳線
三徳駅 - 新成川駅 - 錦坪駅